# HSPA1L
HSPA1L（heat shock protein family A (Hsp70) member 1 like）は、ヒトでは6番染色体に位置するHSPA1L遺伝子にコードされるタンパク質である。Hsp70ファミリーの一員そしてシャペロンタンパク質として、新たに翻訳されたタンパク質や誤ったフォールディングをしたタンパク質が適切にフォールディングするよう促進するとともに、変異タンパク質の安定化や分解を促進する。その機能は、シグナル伝達、アポトーシス、タンパク質恒常性、細胞成長や分化などの生物学的過程に寄与する。HSPA1Lは、幅広い種類のがん、神経変性疾患、細胞老化や加齢、移植片対宿主病と関係している。

## 構造
HSPA1L遺伝子はHsp70タンパク質をコードしており、この遺伝子はMHCクラスIII遺伝子領域に、2つの密接に関連した遺伝子（これらもHsp70タンパク質をコードする）とともにクラスターとして存在している。この遺伝子にコードされるHSPA1Lタンパク質は、HSPA1A、HSPA1Bと90%が相同性を示す。Hsp70タンパク質であるため、C末端に基質結合ドメイン、N末端にATP結合ドメインという構成をしている。基質結合ドメインは、2層のβサンドイッチサブドメイン（SBDβ）とαヘリカルサブドメイン（SBDα）という2つのサブドメインから構成され、両者はループLα,βによって連結されている。SBDβにはペプチド結合ポケットが存在し、SBDαは基質が結合する溝を覆うふたとして機能する。ATP結合ドメインは4つのサブドメインから構成され、中心部のATP/ADP結合ポケットによって2つのローブへと分けられる。N末端ドメインとC末端ドメインはループLL,1と呼ばれる保存された領域によって連結されており、この領域はアロステリック調節に重要である。最もC末端に位置する構造をとらない領域は、コシャペロンのドッキング部位となっていると考えられている。
この遺伝子に由来するcDNAの5' UTRにはゲノム上で連続していない119 bpの領域が含まれており、そのためHSPA1L遺伝子はHSPA1AやHSPA1Bとは異なり、5' UTRに少なくとも1つのイントロンが含まれている可能性が高い。

## 機能
一般的に、HSPA1Lは幅広い組織に低濃度で存在するが、精巣では恒常的かつ豊富に発現している。
HSPA1Lは他の熱ショックタンパク質とともに、既存のタンパク質を凝集から保護し、また細胞質基質やオルガネラで新たに合成されたタンパク質のフォールディングを媒介する。非ネイティブタンパク質を適切にフォールディングさせるため、HSPA1LはATPによって制御された形でタンパク質の疎水的ペプチド断片と相互作用する。その正確な機構は不明であるものの、kinetic partitioningそしてlocal unfoldingと呼ばれる、少なくとも2種類の作用様式が存在する。Kinetic partitioning機構では、Hsp70は基質の結合と放出のサイクルを繰り返し、遊離状態の基質を低濃度に維持する。この機構は凝集を効果的に防ぎ、遊離分子のネイティブ状態へのフォールディングを可能にする。Local unfolding機構では、結合と放出のサイクルによって基質のフォールディングが局所的にほどかれ、ネイティブ状態へのフォールディングの速度論的障壁を乗り越えるよう補助する。
HSPA1Lはタンパク質のフォールディング、輸送、分解過程に加えて、変異タンパク質の機能を維持する役割も果たす。しかしながら、Hsp70のシャペロン能力を凌駕するようなストレス条件下では変異の影響が表出する。このタンパク質は、細胞傷害性T細胞への効率的な抗原提示を促進することで、抗原特異的腫瘍免疫を高める。HSPA1LはHSPA1AやHSPA1Bと密接な相同性を有するが、その調節は異なっており、熱誘導性ではない。

## 臨床的意義
Hsp70ファミリーのメンバーは、カスパーゼ依存的経路に作用したり、TNF-α、スタウロスポリン、ドキソルビシンなどのアポトーシス誘導因子に対抗したりすることで、アポトーシスを阻害する。こうした役割は、発がん、神経変性、老化など多くの病理過程と関係している。腫瘍細胞におけるHsp70濃度の上昇は、癌胎児蛋白を複合体形成によって安定化し、これらを細胞内の部位へ輸送することで、腫瘍の悪性度や治療抵抗性を高め、腫瘍細胞の生存を促進している可能性がある。そのため、Hsp70を標的としたがんワクチン戦略は動物モデルで高い成功を収めており、臨床試験へと進行している。反対に、アルツハイマー病、パーキンソン病、ハンチントン病、脊髄小脳変性症などの神経変性疾患や、加齢や細胞老化に対しては、Hsp70の過剰発現によってその影響は緩和される。また、百寿者では熱ショックフォにHsp70産生の強力な誘導が観察される。HSPA1Lは、損傷ミトコンドリアへのParkinの輸送を調節し、その除去を促進することで、抗パーキンソン病作用を示す可能性がある。
HSPA1Lは移植片対宿主病にも関与しており、診断/予後マーカーとして機能する可能性がある。HSPA1L遺伝子の多型、特に基質結合ドメインに位置するものがこの疾患と関連している。

## 相互作用
HSPA1LはPARK2と相互作用することが示されている。

## 関連文献
- “Polymorphic analysis of the three MHC-linked HSP70 genes”. Immunogenetics 36 (6):  357–62. (1992). doi:10.1007/BF00218042. PMID 1356099.
- “Structure and expression of the three MHC-linked HSP70 genes”. Immunogenetics 32 (4):  242–51. (1990). doi:10.1007/BF00187095. PMID 1700760.
- “Human major histocompatibility complex contains genes for the major heat shock protein HSP70”. Proceedings of the National Academy of Sciences of the United States of America 86 (6):  1968–72. (Mar 1989). Bibcode: 1989PNAS...86.1968S. doi:10.1073/pnas.86.6.1968. PMC 286826. PMID 2538825.
- “Localization of a human heat-shock HSP 70 gene sequence to chromosome 6 and detection of two other loci by somatic-cell hybrid and restriction fragment length polymorphism analysis”. Human Genetics 75 (2):  123–8. (Feb 1987). doi:10.1007/BF00591072. PMID 2880793.
- “Chromosomal location of human genes encoding major heat-shock protein HSP70”. Somatic Cell and Molecular Genetics 13 (2):  119–30. (Mar 1987). doi:10.1007/BF01534692. hdl:2027.42/45535. PMID 3470951.
- “Isolation and functional analysis of a human 70,000-dalton heat shock protein gene segment”. Proceedings of the National Academy of Sciences of the United States of America 82 (15):  4949–53. (Aug 1985). Bibcode: 1985PNAS...82.4949V. doi:10.1073/pnas.82.15.4949. PMC 390475. PMID 3927293.
- “Oligo-capping: a simple method to replace the cap structure of eukaryotic mRNAs with oligoribonucleotides”. Gene 138 (1–2):  171–4. (Jan 1994). doi:10.1016/0378-1119(94)90802-8. PMID 8125298.
- “Construction and characterization of a full length-enriched and a 5'-end-enriched cDNA library”. Gene 200 (1–2):  149–56. (Oct 1997). doi:10.1016/S0378-1119(97)00411-3. PMID 9373149.
- “DNA cloning using in vitro site-specific recombination”. Genome Research 10 (11):  1788–95. (Nov 2000). doi:10.1101/gr.143000. PMC 310948. PMID 11076863.
- “Characterization and regulation of the major histocompatibility complex-encoded proteins Hsp70-Hom and Hsp70-1/2”. Cell Stress & Chaperones 6 (3):  282–95. (Jul 2001). PMC 434410. PMID 11599570.
- “Heat shock protein 70 genotypes HSPA1B and HSPA1L influence cytokine concentrations and interfere with outcome after major injury”. Critical Care Medicine 31 (1):  73–9. (Jan 2003). doi:10.1097/00003246-200301000-00011. PMID 12544996.
- “Analysis of the gene-dense major histocompatibility complex class III region and its comparison to mouse”. Genome Research 13 (12):  2621–36. (Dec 2003). doi:10.1101/gr.1736803. PMC 403804. PMID 14656967.
- “A physical and functional map of the human TNF-alpha/NF-kappa B signal transduction pathway”. Nature Cell Biology 6 (2):  97–105. (Feb 2004). doi:10.1038/ncb1086. PMID 14743216.
- “From ORFeome to biology: a functional genomics pipeline”. Genome Research 14 (10B):  2136–44. (Oct 2004). doi:10.1101/gr.2576704. PMC 528930. PMID 15489336.